# Pararhenea
Pararhenea is een geslacht van vlinders van de familie tandvlinders (Notodontidae), uit de onderfamilie Notodontinae.

## Soorten
- P. grisescens Kiriakoff, 1979
- P. viridescens Kiriakoff, 1960